# Execholyrus
Execholyrus is een geslacht van rechtvleugeligen uit de familie sabelsprinkhanen (Tettigoniidae). De wetenschappelijke naam van dit geslacht is voor het eerst geldig gepubliceerd in 1940 door Henry.

## Soorten
Het geslacht Execholyrus  is monotypisch en omvat slechts de volgende soort:
- Execholyrus allector (Henry, 1940)